# ヘレナ国際ホテル
ヘレナ国際ホテル（ヘレナこくさいホテル）は、福島県いわき市に存在する建造物。ホテルと名前が付いているが、バブル時代にリゾート施設として建築されていたものがバブル崩壊によって建築途中で工事が中断したため、内装過程やコンクリートの打ちっ放しなどが残る廃墟状態となっていて、主にスチールやミュージック・ビデオ、映画撮影など撮影スタジオとして使われている。構造は地上15階地下3階となっている。
「ヘレナリゾートいわき」として近くには、ヘレナ国際カントリー倶楽部（旧名:いわきグリーンヒルズカントリークラブ、1993年〈平成5年〉開業、2008年〈平成20年〉6月16日に現在の名称に変更）（ゴルフ場）、ヘレナ国際ヴィラ（宿泊施設）、ヘレナ国際乗馬倶楽部（乗馬施設）がある。

## 主なロケ地として「ヘレナ国際ホテル」が使われた作品

### ミュージック・ビデオ
- 「after that」ぼくのりりっくのぼうよみ（2016年）[動画 1][出典無効]
- 「A.G.I.T.」Suchmos（2017年）[動画 2][出典無効]
- 「惑星タントラ」MONDO GROSSO（2017年）[動画 3][出典無効]
- 「Fighter」KANA-BOON（2017年）[動画 4][出典無効]
- 「Let It Flow」Flower Notes（2017年）[動画 5][出典無効]
- 「君はロックを聴かない」あいみょん（2017年）[動画 6][出典無効]
- 「DECIDED」UVERworld（2017年）[動画 7][出典無効]
- 「Thrill, Risk, Heartless」LiSA（2018年）[動画 8][出典無効]
- 「TAO」yahyel（2018年）[動画 9][出典無効]
- 「Gravitation」黒崎真音（2018年）[動画 10][出典無効]
- 「略奪」みやかわくん（2019年）[動画 11][出典無効]
- 「白日」King Gnu（2019年）[動画 12][出典無効]
- 「飛行艇」King Gnu（2019年）[動画 13][出典無効]
- 「君と融通する」NEMURIORCA（2019年）[動画 14][出典無効]
- 「Symbol」宮川大聖（2020年）[動画 15][出典無効]
- 「RUN」Sexy Zone（2020年）[動画 16][出典無効]
- 「優しさ」藤井風（2020年）[動画 17][出典無効]
- 「エメラルド」back number（2020年）[動画 18][出典無効]
- 「ワンダーフォーゲル」NELN（2020年）[動画 19][出典無効]
- 「摩擦係数」櫻坂46（2022年）[動画 20][出典無効]
- 「しらんけど」ジャニーズWEST（2022年）[動画 21][出典無効]
- 「Habit」SEKAI NO OWARI（2022年）[動画 22][出典無効]
- 「怪物たちよ」Saucy Dog（2023年）[動画 23][出典無効]
- 「狂想カタストロフィ」=LOVE（2023年）[動画 24][出典無効]

### ドラマ・映画
- 人数の町（2020年）
- ヘルドッグス（2022年）
- バイオレンスアクション（2022年）
- 仮面ライダーBLACK SUN（2022年）
- 仮面ライダーオーズ 10th 復活のコアメダル（2022年）

## 所在地・アクセス
- 〒972-8335 福島県いわき市渡辺町松小屋中丸（ヘレナ国際ホテル）
- 〒974-8202 福島県いわき市添野町頭巾平66-3（ヘレナ国際カントリー倶楽部、ヘレナ国際ヴィラ、ヘレナ国際乗馬倶楽部）
JR常磐線「泉駅」[注 1]・「植田駅」より車で10分
常磐自動車道「いわき勿来インターチェンジ」より車で15分